# Noblella pygmaea
Noblella pygmaea — вид земноводних з роду Noblella родини Strabomantidae.

## Опис
Загальна довжина досягає 1,1—1,24 см. Спостерігається статевий диморфізм: самиця більша за самця. Голова товста із загостреною мордою. на відміну від інших представників свого роду має розвинену барабанну порожнину. Тулуб широкий. Кінцівки добре розвинені. Пальці з невеличкими присосками. Перший палець передніх кінцівок, менше або дорівнює другому. Має 3 фаланги на підмізинному пальці. У самця на лапах відсутні шлюбні мозолі. Забарвлення спини та черева коричневе з невеличкими чорними плямочками та преривчастими лініями.

## Спосіб життя
Полюбляє високогірні тропічні ліси та чагарники. Зустрічається на висоті до 3000—3200 м над рівнем моря. Активна вдень. Живиться дрібними комахами та їх личинками.
Самиця відкладає 2 крихітних яйця діаметром 1/3 від розміру самої жаби. Після цього охороняє кладку до моменту, поки не з'являться жабенята.

## Розповсюдження
Мешкає у провінції Пуакартамбо та регіоні Куско (Перу).